# Madrid (Iowa)
Madrid – miasto w Stanach Zjednoczonych, w stanie Iowa, w hrabstwie Boone. W 2000 roku liczyło 2264 mieszkańców.